# IC 2263
IC 2263 је ознака објекта на координатама са ректансцензијом 8h 17m 40,7s и деклинацијом + 23° 34" 48'. Открио га је Макс Волф, 9. јануара 1901. Каснијим посматрањима на том положају није уочен никакав астрономски објекат.